# Irene Vélez Torres
 (mai 2025).
Si vous disposez d'ouvrages ou d'articles de référence ou si vous connaissez des sites web de qualité traitant du thème abordé ici, merci de compléter l'article en donnant les références utiles à sa vérifiabilité et en les liant à la section « Notes et références ».
Irene Vélez Torres, née le 2 août 1982 à Bogota, est une philosophe, magistère en études culturelles et docteur en géographie politique.
Elle est ministre des Mines et de l'Énergie dans le gouvernement de Gustavo Petro entre août 2022 et juillet 2023. Fragilisée par un bilan critiqué par l'opposition, elle démissionne à la suite d'une enquête ouverte pour trafics d'influences avec son fils.